# 横田卓馬
横田 卓馬（よこた たくま、1986年4月17日 - ）は、日本の漫画家。静岡県浜松市出身。東京工芸大学卒業。既婚。

## 来歴
浜松で生まれ育つ。中学3年の頃、美術部で卒業制作に漫画を描き『週刊少年ジャンプ』（集英社）に初投稿した。高校2年の時に投稿した時には編集者から連絡があり激励された。高校3年の時週刊少年ジャンプの新人漫画賞に投稿した作品は奨励賞を受賞した。高校卒業後は東京工芸大学アニメーション学科に通うために神奈川県に移り住む。
大学1年の夏、奨励賞受賞し担当編集者がつく。2005年、webサイト「第四十工房」にてYOKO名義で『痴漢男』『オナニーマスター黒沢』などを連載。人気が出たためそちらに注力し、3年間はジャンプへの投稿を控えた。
連載終了後は卒業制作に集中し、卒業後は東京都に出るために約1年半、郵便配達アルバイトをしてお金をためた。その間に『戦下に咲く』を投稿し、第29回（2009年11月期）JUMPトレジャー新人漫画賞佳作を受賞。

### デビューとその後
東京に出た後は、『ぬらりひょんの孫』を連載していた椎橋寛の下でアシスタントを勤め、『少年ジャンプNEXT!』（集英社）2011 WINTERに読切作品『転生変身DXドラゴンシャフト』を掲載する。『週刊少年ジャンプ』2011年46号で読切『競技ダンス部へようこそ』を掲載する。
その頃、『戦闘破壊学園ダンゲロス』（原作：架神恭介）コミカライズのオファーがあり、『月刊ヤングマガジン』（講談社）2011年12月号から2015年5月号まで連載する。2012年、『こがねいろ』を『週刊少年ジャンプ』で短期連載（全3話）する。2013年、『夏と神輿と巨大怪獣』（作画：やしろ学）全4話を『ジャンプLIVE』（集英社）2号で連載。『ヤングエース』（KADOKAWA）2014年1月号・2月号にて『獣の女王』を前後編連載。
『週刊少年ジャンプ』2015年24号から2017年11号まで『背すじをピン!と〜鹿高競技ダンス部へようこそ〜』を連載。『週刊少年ジャンプ』2017年28号から2018年6号まで『シューダン!』を連載。
『ヤングマガジンサード』2018年4号から『ダンゲロス1969』を連載。

## 人物
幼いころは『ドラゴンボール』などを読んでいた。2013年現在、注目している漫画は『ジョジョの奇妙な冒険』・『男爵校長』。
小学生のころから漫画家になりたいと思っていた。親が看板の絵を描く仕事をしていた影響もあり物心ついたころからずっと絵を描いてたという。デビュー前、「毎週20ページを絶対仕上げる」と決めてウェブコミックを発表し、その目標をほぼ達成することで画力が向上した。

## 作品
凡例
- 太字は連載作品
- 〈掲載誌〉WJ：週刊少年ジャンプ、NEXT!：少年ジャンプNEXT!、LIVE：ジャンプLIVE（集英社）、MYM：月刊ヤングマガジン（講談社）、YA:ヤングエース（KADOKAWA）、YM3:ヤングマガジンサード（講談社）、ACE:月刊少年エース（KADOKAWA）、MS:月刊少年シリウス（講談社）
- 〈収録〉D：戦闘破壊学園ダンゲロス、K：獣の女王（Kindle版のみ）

| タイトル                                       | 形式         | 掲載号                        | 収録 | 備考                                     |
| ---------------------------------------------- | ------------ | ----------------------------- | ---- | ---------------------------------------- |
| 痴漢男                                         | Web          | 第四十工房                    |      |                                          |
| オナニーマスター黒沢                           | Web          | 第四十工房                    |      | 伊瀬カツラ原作。                         |
| 戦下に咲く                                     | 読切         | WJ公式サイト                  |      | トレジャー新人漫画賞佳作                 |
| 転生変身DXドラゴンシャフト                     | 読切         | NEXT! 2011 WINTER             |      | デビュー作                               |
| 競技ダンス部へようこそ                         | 読切         | WJ 2011年46号                 |      | 『背すじをピン!と』の前身                |
| 戦闘破壊学園ダンゲロス                         | 連載         | MYM 2011年12月 - 2015年5月    | D    | 原作：架神恭介。小説のコミカライズ       |
| こがねいろ                                     | 連載         | WJ 2012年27号 - 29号          |      | 全3話                                    |
| 夏と神輿と巨大怪獣                             | 連載         | LIVE 2号                      |      | 作画：やしろ学。全4話                    |
| 獣の女王                                       | 連載         | YA 2014年1号 - 2014年2号      | K    | 全2話                                    |
| 背すじをピン!と〜鹿高競技ダンス部へようこそ〜  | 連載         | WJ 2015年24号 - 2017年11号    |      |                                          |
| シューダン!                                    | 連載         | WJ 2017年28号 - 2018年6号     |      |                                          |
| ダンゲロス1969                                 | 連載         | YM3 2018年4号 - 2020年1号     |      | 原作：架神恭介。小説のコミカライズ       |
| すべての人類を破壊する。それらは再生できない。 | 読切         | ACE 2018年10月号              |      | 原作：伊瀬勝良                           |
| すべての人類を破壊する。それらは再生できない。 | 連載         | ACE 2019年1月号 - 2025年7月号 |      | 原作：伊瀬勝良                           |
| ポンコツ風紀委員とスカート丈が不適切なJKの話   | 連載         | MS 2019年5月号 - 連載中       |      |                                          |
| ドテラマンリバイバル                           | 読切 （Web） | コミプレ                      |      | 企画：タツノコプロ。『ドテラマン』の続編 |

## 関連人物
師匠
- 椎橋寛 - 『ぬらりひょんの孫』連載時代（約1年半）[2]

アシスタント
- 田中文